# La riña en el Mesón del Gallo
Dispute dans l'Auberge du Coq
La riña en el Mesón del Gallo (« Dispute dans l'Auberge du Coq » ou « La Rixe à l'auberge ») est une peinture réalisée par Francisco de Goya en 1777 et faisant partie de la deuxième série des cartons pour tapisserie destinée à la salle à manger du Prince des Asturies au Palais du Pardo. Cette peinture ne sera cependant jamais transposée sur tapisserie et reste donc à l'état d'ébauche (de carton).

## Contexte de l'œuvre
Tous les tableaux de la deuxième série sont destinés à la salle à manger du Prince des Asturies, c'est-à-dire de celui qui allait devenir Charles IV et de son épouse Marie Louise de Parme, au palais du Pardo.
La série était composée de La Merienda a orillas del Manzanares, Baile a orillas del Manzanares, La Riña en la Venta Nueva, La Riña en el Mesón del Gallo, El paseo de Andalucía, El Bebedor, El Quitasol, La cometa, Jugadores de naipes, Niños inflando una vejiga, Muchachos cogiendo frutas et El Atraco.

## Analyse

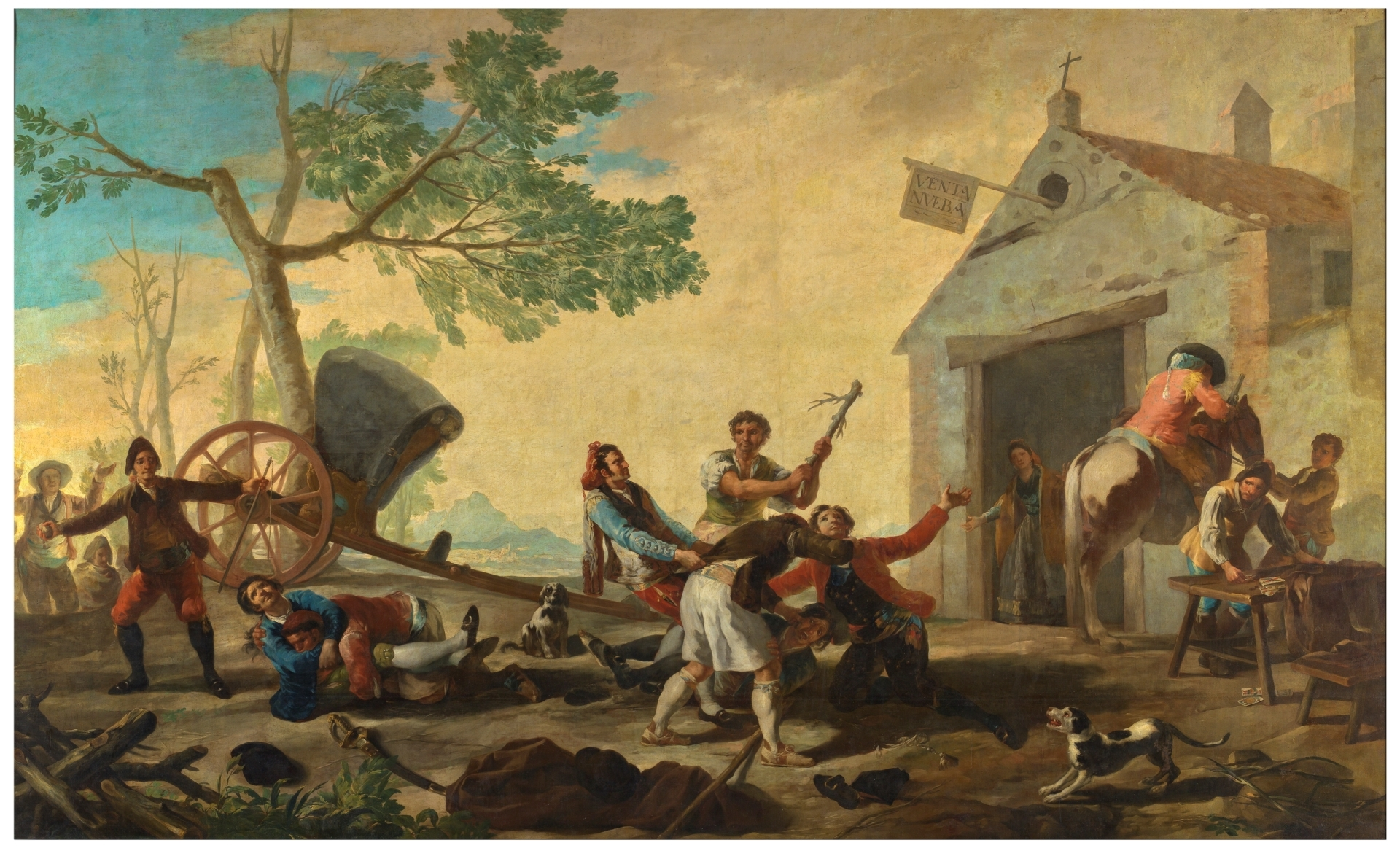
La Dispute à la Venta nueva, dont La Riña en el Mesón del Gallo est l'ébauche.